# Saint-Aulaire (Corrèze)
Pour l’article ayant un titre homophone, voir Sainte-Aulaire.
Saint-Aulaire est une commune française située dans le département de la Corrèze, en région Nouvelle-Aquitaine.

## Géographie

### Localisation

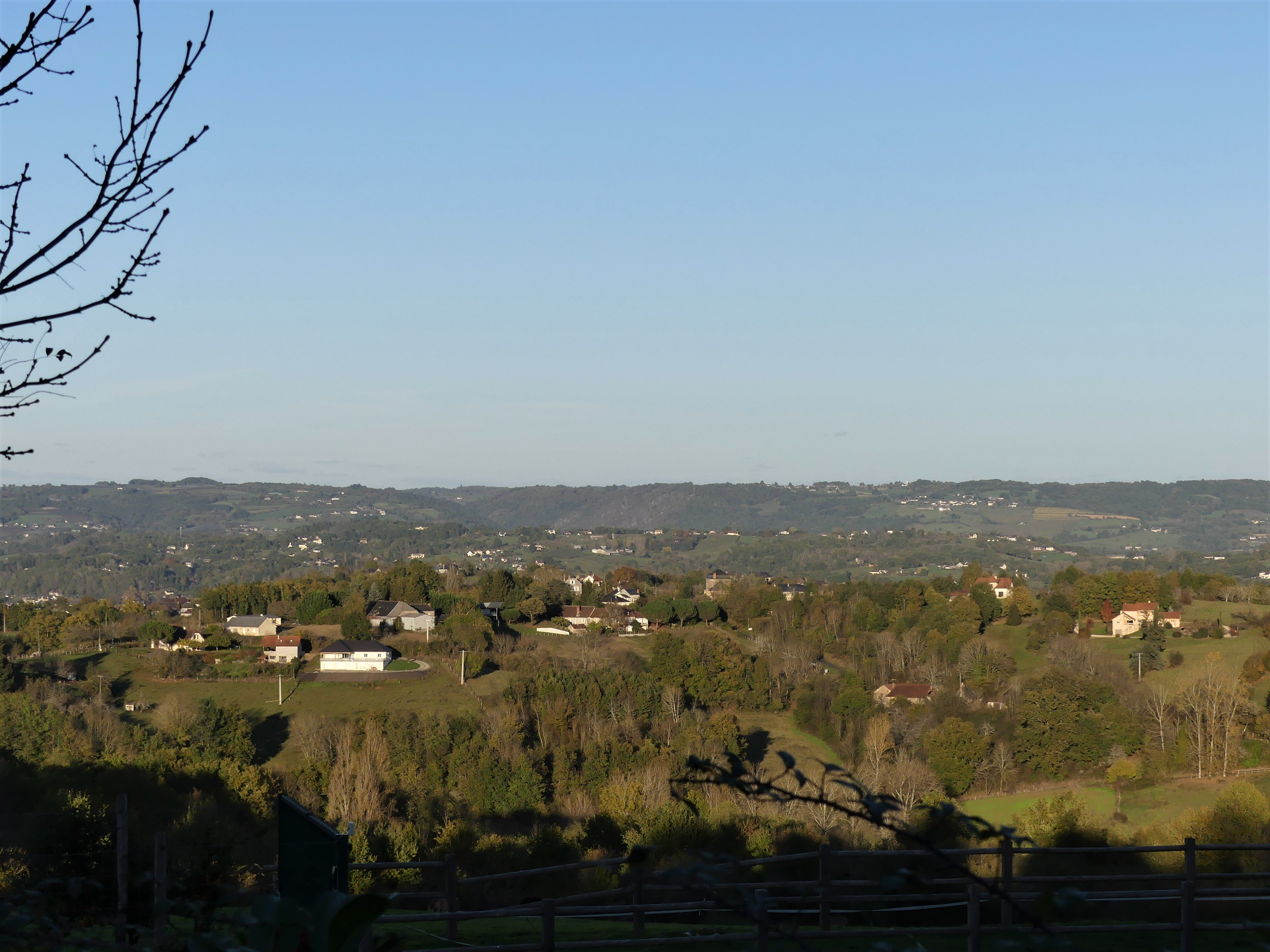
Vue vers le nord-est depuis l'église de Saint-Aulaire.

Dans la moitié ouest du département de la Corrèze, la commune de Saint-Aulaire s'étend sur 10,79 km2. Elle fait partie de l'unité urbaine d’Objat.
Le bourg de Saint-Aulaire (église) est situé, en distances orthodromiques, quinze kilomètres au nord-ouest de Brive-la-Gaillarde. La mairie, au lieu-dit Bellevue, est distante de plus d'un kilomètre de l'église, vers le nord-est. Entre les deux passe la route départementale (RD) 5.
La commune est également desservie par les RD 3 et 17 ainsi que par la gare de Saint-Aulaire située dans le quartier des Quatre Chemins sur la ligne de Nexon à Brive-la-Gaillarde et desservie par des trains express régionaux de la relation Limoges-Bénédictins - Brive-la-Gaillarde.

### Communes limitrophes
Saint-Aulaire est limitrophe de six autres communes.
Les communes limitrophes sont  Allassac, Objat, Perpezac-le-Blanc, Saint-Cyprien, Vars-sur-Roseix et Yssandon.
| Saint-Cyprien     | Vars-sur-Roseix | Objat    |
|                   | Saint-Aulaire   | Allassac |
| Perpezac-le-Blanc | Yssandon        |          |

### Hydrographie

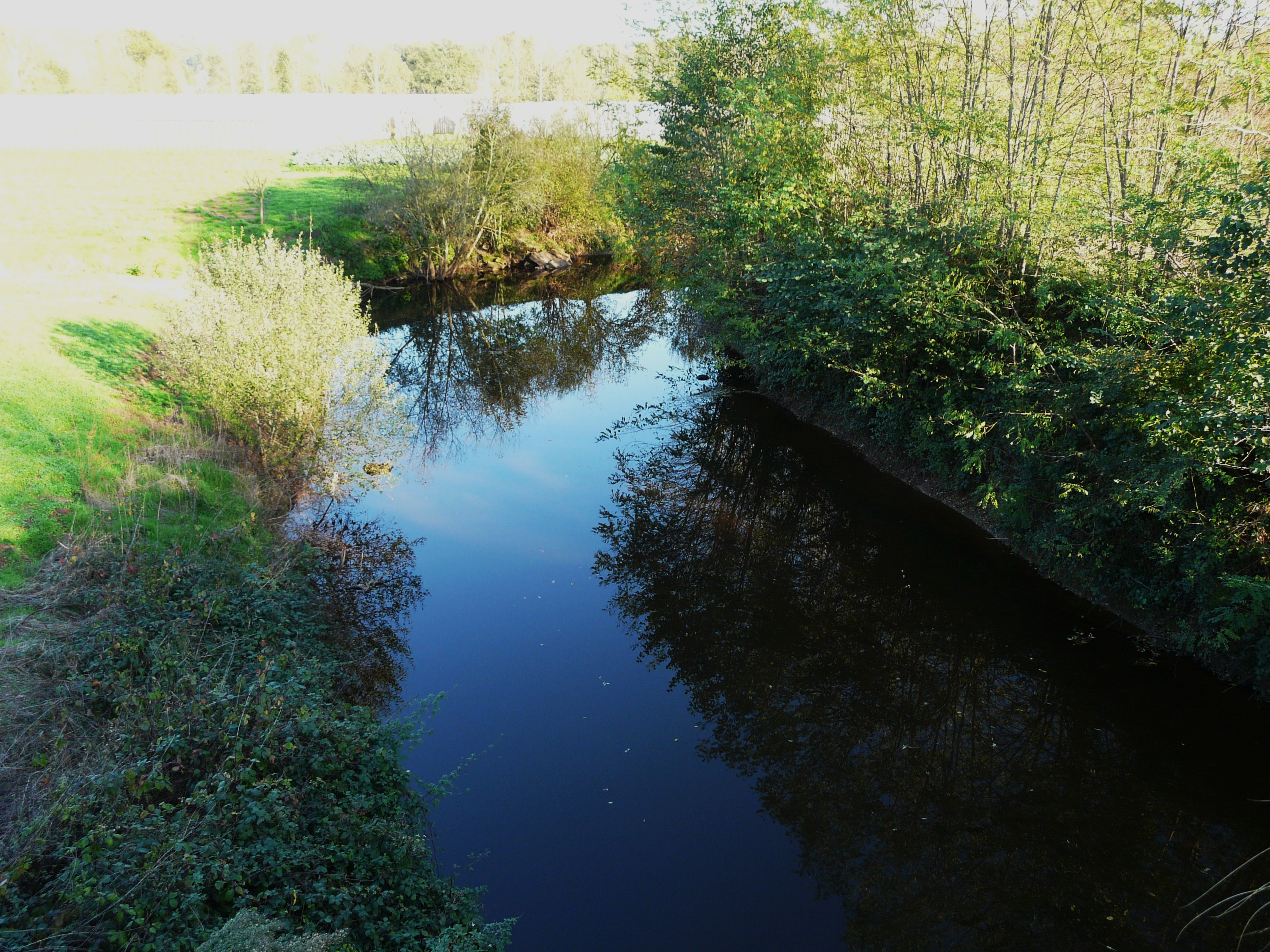
Le Roseix aux Quatre Chemins, en limite d'Objat et de Saint-Aulaire.

Elle est bordée au nord-est et au nord par la Loyre et son affluent le Roseix, la Manou et d'autres cours d'eau.

### Climat
Pour des articles plus généraux, voir Climat de la Nouvelle-Aquitaine et Climat de la Corrèze.
Historiquement, la commune est exposée à un climat océanique aquitain.  
En 2020, Météo-France publie une typologie des climats de la France métropolitaine dans laquelle la commune est exposée à un climat océanique altéré et est dans la région climatique Ouest et nord-ouest du Massif Central, caractérisée par une pluviométrie annuelle de 900 à 1 500 mm, maximale en automne et en hiver.
Pour la période 1971-2000, la température annuelle moyenne est de 12,2 °C, avec  une amplitude thermique annuelle de 15,3 °C. Le cumul annuel moyen de précipitations est de 964 mm, avec 12,8 jours de précipitations en janvier et 7,6 jours en juillet. Pour la période 1991-2020, la température moyenne annuelle observée sur la station météorologique la plus proche, située sur la commune de Voutezac à 8 km à vol d'oiseau, est de 12,2 °C et le cumul annuel moyen de précipitations est de 1 014,2 mm,. Pour l'avenir, les paramètres climatiques de la commune estimés pour 2050 selon différents scénarios d’émission de gaz à effet de serre sont consultables sur un site dédié publié par Météo-France en novembre 2022.

## Urbanisme

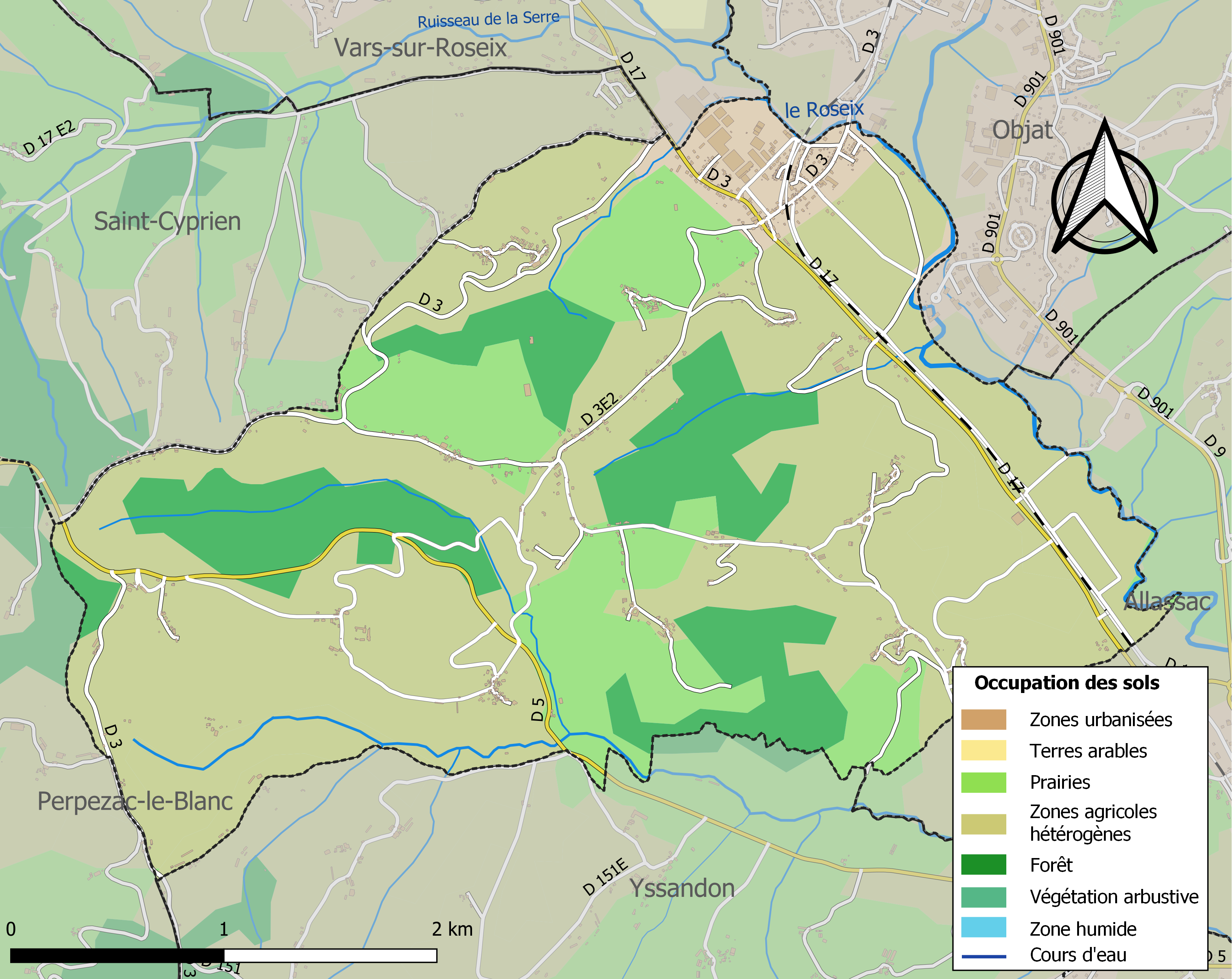
Carte des infrastructures et de l'occupation des sols de la commune en 2018 (CLC).

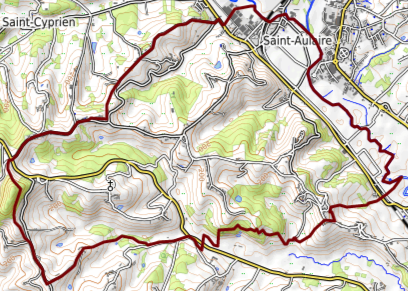
Carte topographique de la commune en 2021

### Typologie
Au 1er janvier 2024, Saint-Aulaire est catégorisée commune rurale à habitat dispersé, selon la nouvelle grille communale de densité à 7 niveaux définie par l'Insee en 2022.
Elle appartient à l'unité urbaine d'Objat, une agglomération intra-départementale dont elle est une commune de la banlieue,. Par ailleurs la commune fait partie de l'aire d'attraction de Brive-la-Gaillarde, dont elle est une commune de la couronne,. Cette aire, qui regroupe 80 communes, est catégorisée dans les aires de 50 000 à moins de 200 000 habitants,.

### Occupation des sols
L'occupation des sols de la commune, telle qu'elle ressort de la base de données européenne d’occupation biophysique des sols Corine Land Cover (CLC), est marquée par l'importance des territoires agricoles (79 % en 2018), en diminution par rapport à 1990 (81,1 %). La répartition détaillée en 2018 est la suivante : 
zones agricoles hétérogènes (63,2 %), forêts (16,9 %), prairies (15,8 %), zones industrielles ou commerciales et réseaux de communication (3,4 %), zones urbanisées (0,7 %).
L'évolution de l’occupation des sols de la commune et de ses infrastructures peut être observée sur les différentes représentations cartographiques du territoire : la carte de Cassini (XVIIIe siècle), la carte d'état-major (1820-1866) et les cartes ou photos aériennes de l'IGN pour la période actuelle (1950 à aujourd'hui).

### Habitat et logement
En 2020, le nombre total de logements dans la commune était de 436, alors qu'il était de 429 en 2015 et de 420 en 2010.
Parmi ces logements, 82,3 % étaient des résidences principales, 12,8 % des résidences secondaires et 4,9 % des logements vacants. Ces logements étaient pour 96,5 % d'entre eux des maisons individuelles et pour 3,2 % des appartements.
Le tableau ci-dessous présente la typologie des logements à Saint-Aulaire en 2020 en comparaison avec celle de la Corrèze et de la France entière. Une caractéristique marquante du parc de logements est ainsi une proportion de résidences secondaires et logements occasionnels (12,8 %) inférieure à celle du département (15,3 %) mais supérieure à celle de la France entière (9,7 %). Concernant le statut d'occupation de ces logements, 78,4 % des habitants de la commune sont propriétaires de leur logement (74,4 % en 2015), contre 68,5 % pour la Corrèze et 57,5 pour la France entière.
| Typologie                                               | Saint-Aulaire | Corrèze | France entière |
| ------------------------------------------------------- | ------------- | ------- | -------------- |
| Résidences principales (en %)                           | 82,3          | 73,6    | 82,1           |
| Résidences secondaires et logements occasionnels (en %) | 12,8          | 15,3    | 9,7            |
| Logements vacants (en %)                                | 4,9           | 11,1    | 8,2            |

### Risques majeurs
Le territoire de la commune de Saint-Aulaire est vulnérable à différents aléas naturels : météorologiques (tempête, orage, neige, grand froid, canicule ou sécheresse), inondations, feux de forêts, mouvements de terrains et séisme (sismicité très faible). Il est également exposé à un risque particulier : le risque de radon. Un site publié par le BRGM permet d'évaluer simplement et rapidement les risques d'un bien localisé soit par son adresse soit par le numéro de sa parcelle.

#### Risques naturels
Certaines parties du territoire communal sont susceptibles d’être affectées par le risque d’inondation par débordement de cours d'eau, notamment la Loyre et le Roseix. La commune a été reconnue en état de catastrophe naturelle au titre des dommages causés par les inondations et coulées de boue survenues en 1982, 1983, 1984 et 1999,. Le risque inondation est pris en compte dans l'aménagement du territoire de la commune par le biais du plan de prévention des risques (PPR) inondation « Vézère », approuvé le 29 août 2002.

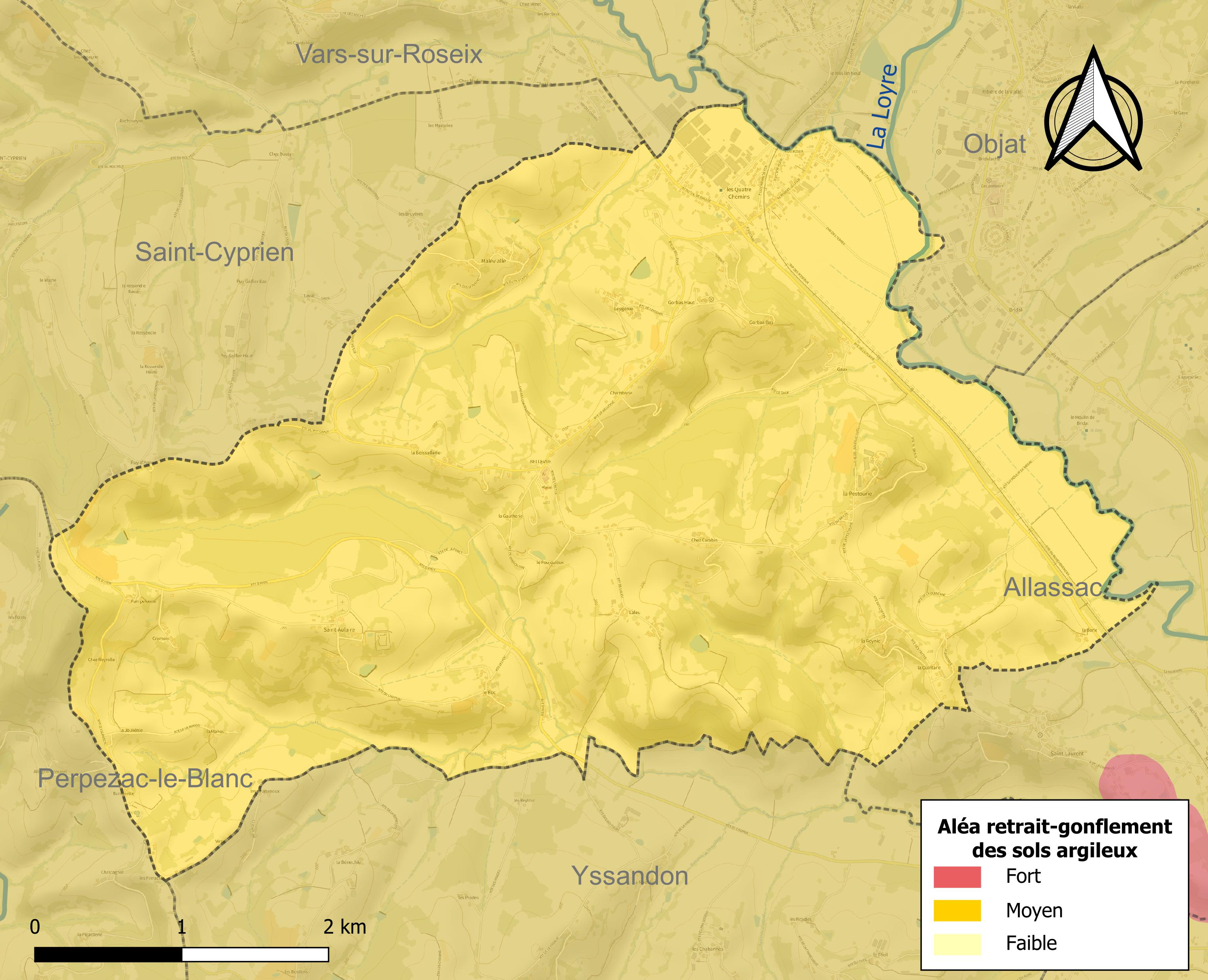
Carte des zones d'aléa retrait-gonflement des sols argileux de Saint-Aulaire.

La commune est vulnérable au risque de mouvements de terrains constitué principalement du retrait-gonflement des sols argileux. Cet aléa est susceptible d'engendrer des dommages importants aux bâtiments en cas d’alternance de périodes de sécheresse et de pluie. La totalité de la commune est en aléa moyen ou fort (26,8 % au niveau départemental et 48,5 % au niveau national). Sur les 426 bâtiments dénombrés sur la commune en 2019,  426 sont en aléa moyen ou fort, soit 100 %, à comparer aux 36 % au niveau départemental et 54 % au niveau national. Une cartographie de l'exposition du territoire national au retrait gonflement des sols argileux est disponible sur le site du BRGM,.
Concernant les feux de forêt, aucun plan de prévention des risques incendie de forêt (PPRIF) n’a été établi en Corrèze, néanmoins le code de l’urbanisme impose la prise en compte des risques dans les documents d’urbanisme. Le périmètre des servitudes d'utilité publique et des zones d'obligation légale de débroussaillement pour les particuliers est quant à lui défini pour la commune dans une carte dédiée.
Concernant les mouvements de terrains, la commune a été reconnue en état de catastrophe naturelle au titre des dommages causés par la sécheresse en 2018, 2019 et 2020 et par des mouvements de terrain en 1999 et 2021.

#### Risque particulier
Dans plusieurs parties du territoire national, le radon, accumulé dans certains logements ou autres locaux, peut constituer une source significative d’exposition de la population aux rayonnements ionisants. Certaines communes du département sont concernées par le risque radon à un niveau plus ou moins élevé. Selon la classification de 2018, la commune de Saint-Aulaire est classée en zone 3, à savoir zone à potentiel radon significatif.

## Toponymie
La mention la plus ancienne connue du lieu est celle de Sancta Eulalia au XIe siècle. Tout comme Saint-Aulaye dans le département de la Dordogne, le nom actuel de la commune est donc la déformation au masculin de sainte Eulalie.
Sous la Révolution française, pour suivre un décret de la Convention, la commune change de nom pour L'Unité.
En occitan, la commune porte le nom de Senta Aulària.

## Politique et administration

### Rattachements administratifs et électoraux

#### Rattachements administratifs
La commune se trouve dans l'arrondissement de Brive-la-Gaillarde du département de la Corrèze.
Elle faisait partie depuis 1793 du canton d'Ayen. Dans le cadre du redécoupage cantonal de 2014 en France, cette circonscription administrative territoriale a disparu, et le canton n'est plus qu'une circonscription électorale.

#### Rattachements électoraux
Pour les élections départementales, la commune fait partie depuis 2014 du canton de l'Yssandonnais
Pour l'élection des députés, elle fait partie de la deuxième circonscription de la Corrèze.

### Intercommunalité
Saint-Aulaire était membre de la communauté de communes du Pays de l'Yssandonnais, un établissement public de coopération intercommunale (EPCI) à fiscalité propre créé en 2000 et auquel la commune avait transféré un certain nombre de ses compétences, dans les conditions déterminées par le code général des collectivités territoriales.
Dans le cadre des  prescriptions de la loi de réforme des collectivités territoriales du 16 décembre 2010, qui a prévu le renforcement et la simplification des intercommunalités et la constitution de structures intercommunales de grande taille, cette intercommunalité a fusionné avec ses voisines pour former, le 1er janvier 2017, la communauté d'agglomération du Bassin de Brive, dont est désormais membre la commune.

### Liste des maires
| Période                                  | Période      | Identité          | Étiquette     | Qualité                                   |
| ---------------------------------------- | ------------ | ----------------- | ------------- | ----------------------------------------- |
| Les données manquantes sont à compléter. |              |                   |               |                                           |
|                                          |              |                   |               |                                           |
| mars 2001                                | mars 2008    | Pierre Regner     |               |                                           |
| mars 2008                                | avril 2014   | Didier Barthomeuf | Apparenté PCF | Retraité EDF                              |
| avril 2014                               | mai 2020     | Cyril Lalisse     | EELV          |                                           |
| mai 2020,                                | octobre 2023 | Bernard Sage      | SE            | Retraité chef d'entreprise Démissionnaire |
| octobre 2023                             | En cours     | Francis Bordas    | SE            | Retraité chef d'entreprise                |

## Population et société

### Démographie
Les habitants de Saint-Aulaire sont les Saint-Aulairiens.
L'évolution du nombre d'habitants est connue à travers les recensements de la population effectués dans la commune depuis 1793. Pour les communes de moins de 10 000 habitants, une enquête de recensement portant sur toute la population est réalisée tous les cinq ans, les populations de référence des années intermédiaires étant quant à elles estimées par interpolation ou extrapolation. Pour la commune, le premier recensement exhaustif entrant dans le cadre du nouveau dispositif a été réalisé en 2007.

En 2022, la commune comptait 769 habitants, en évolution de −3,75 % par rapport à 2016 (Corrèze : −0,59 %, France hors Mayotte : +2,11 %).
| 1793 | 1800  | 1806  | 1821  | 1831  | 1836  | 1841  | 1846  | 1851  |
| ---- | ----- | ----- | ----- | ----- | ----- | ----- | ----- | ----- |
| 926  | 1 003 | 1 066 | 1 142 | 1 198 | 1 173 | 1 119 | 1 117 | 1 100 |

| 1856  | 1861  | 1866  | 1872  | 1876  | 1881  | 1886  | 1891  | 1896  |
| ----- | ----- | ----- | ----- | ----- | ----- | ----- | ----- | ----- |
| 1 063 | 1 065 | 1 105 | 1 091 | 1 082 | 1 122 | 1 140 | 1 072 | 1 193 |

| 1901  | 1906 | 1911 | 1921 | 1926 | 1931 | 1936 | 1946 | 1954 |
| ----- | ---- | ---- | ---- | ---- | ---- | ---- | ---- | ---- |
| 1 045 | 984  | 948  | 812  | 736  | 728  | 695  | 667  | 665  |

| 1962 | 1968 | 1975 | 1982 | 1990 | 1999 | 2006 | 2007 | 2012 |
| ---- | ---- | ---- | ---- | ---- | ---- | ---- | ---- | ---- |
| 711  | 742  | 713  | 746  | 707  | 744  | 804  | 813  | 838  |

| 2017 | 2022 | - | - | - | - | - | - | - |
| ---- | ---- | - | - | - | - | - | - | - |
| 779  | 769  | - | - | - | - | - | - | - |

### Sports et loisirs
- Club athlétique Saint Aulaire (CASA) : club de rugby engagé en championnat territorial (Comité du Limousin) 2e série. École de rugby (SAAJOO) en association avec les clubs d'Orgnac-sur-Vézère, Juillac, Allassac, Objat et Varetz.

## Économie
La commune accueille quelques commerces de proximité (supérette, pharmacie, boulangerie, coiffure...) et des entreprises artisanales.
Le principal acteur économique et employeur est la coopérative fruitière Perlim qui conditionne et expédie la production locale en appellation d'origine contrôlée (AOC) de pommes du Limousin et de noix du Périgord, dans le quartier des Quatre-Chemins.

## Culture locale et patrimoine

### Lieux et monuments
- Église Sainte-Eulalie datant du XVe siècle et modifiée au XIXe siècle par l'abaissement du sol et la surélévation du clocher-mur.
- Château de Saint-Aulaire, au sud-est et à proximité de l'église, détruit à la Révolution et rebâti a proximité en maison bourgeoise au XIXe siècle. En réalité le château d'origine est situé a proximité de cette maison bourgeoise, il ne reste aujourd'hui que les fondations, les douves et la crypte restaurée par ses propriétaires. Le château est privé et non visitable.
- Village du Roc (maisons en brasier, grès rouge du bassin de Brive-la-Gaillarde).
- Hameaux anciens de la Reynie (puits et four à pain récemment restauré), de Gorbas, de la Pestourie...

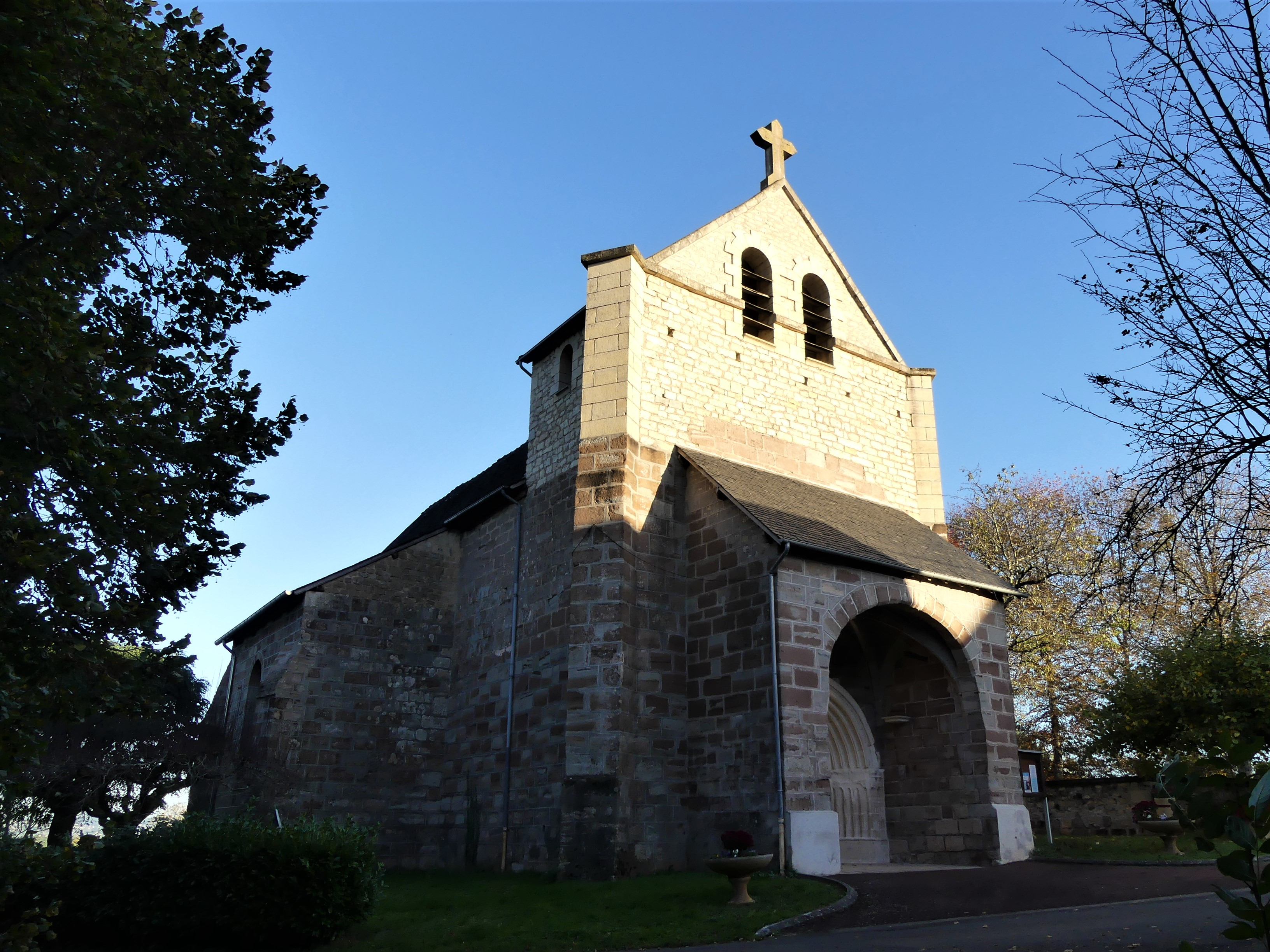
L'église Saint Eulalie
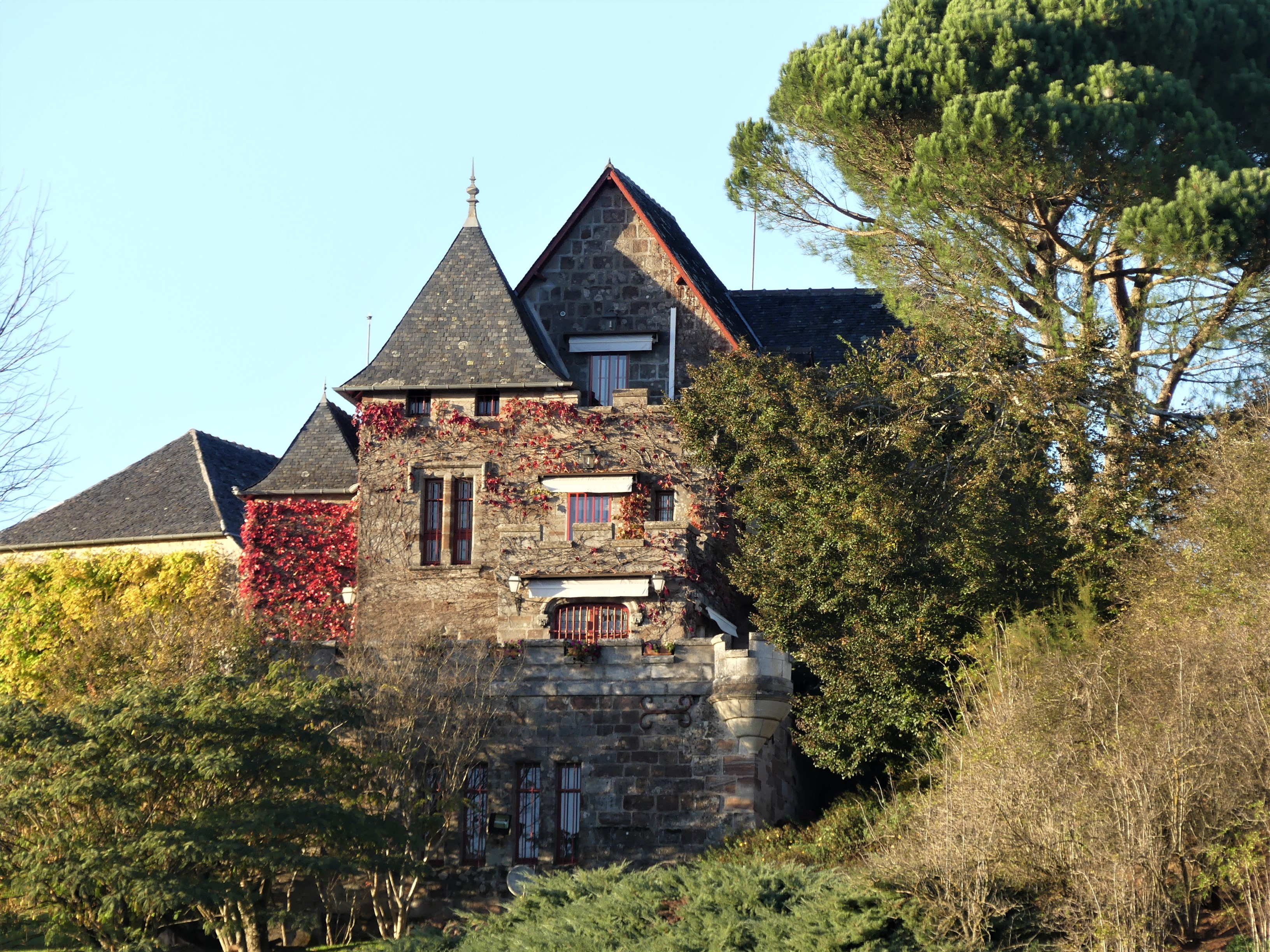
Maison bourgeoise proche ancien château.
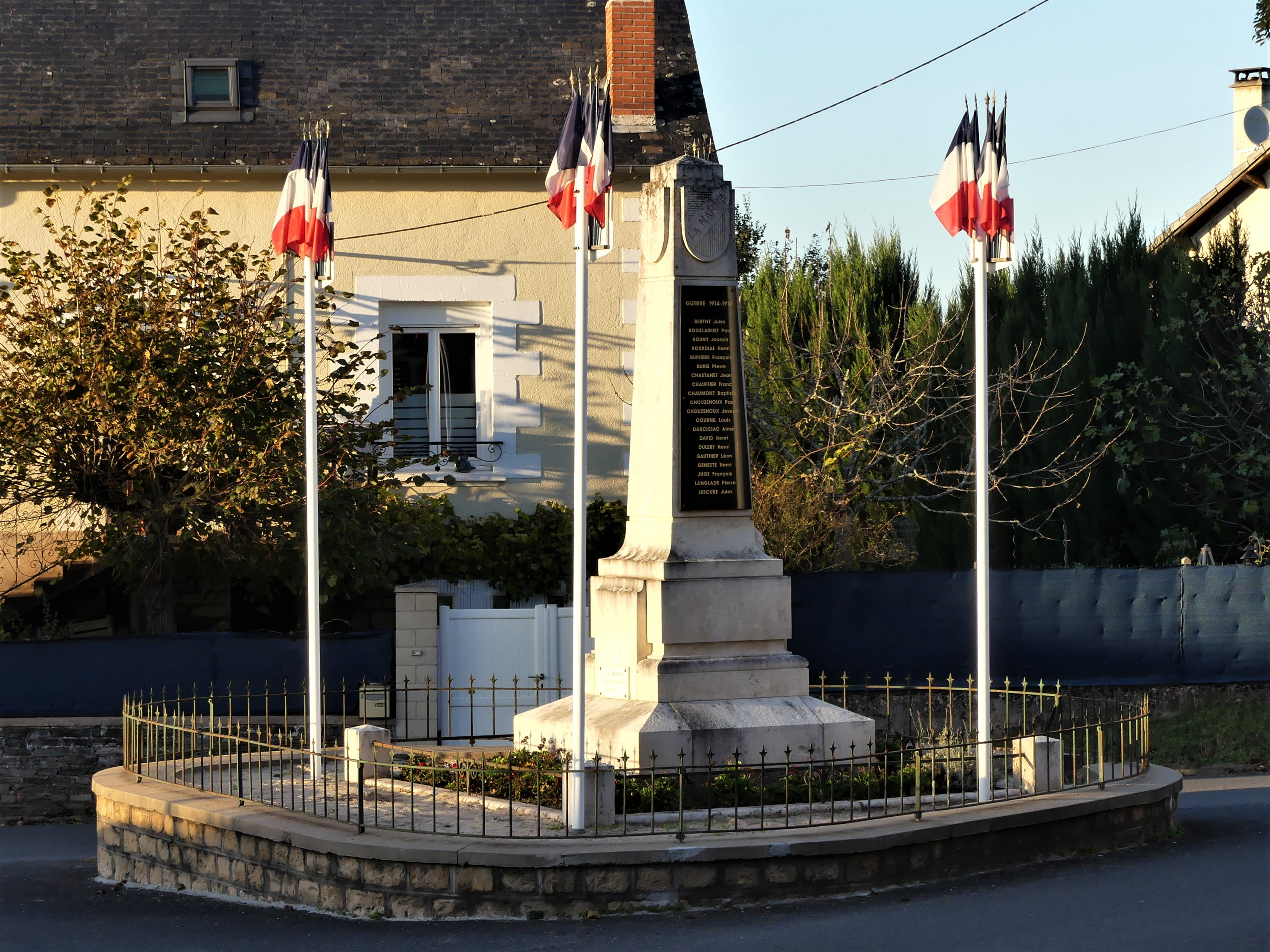
Le monument aux morts.
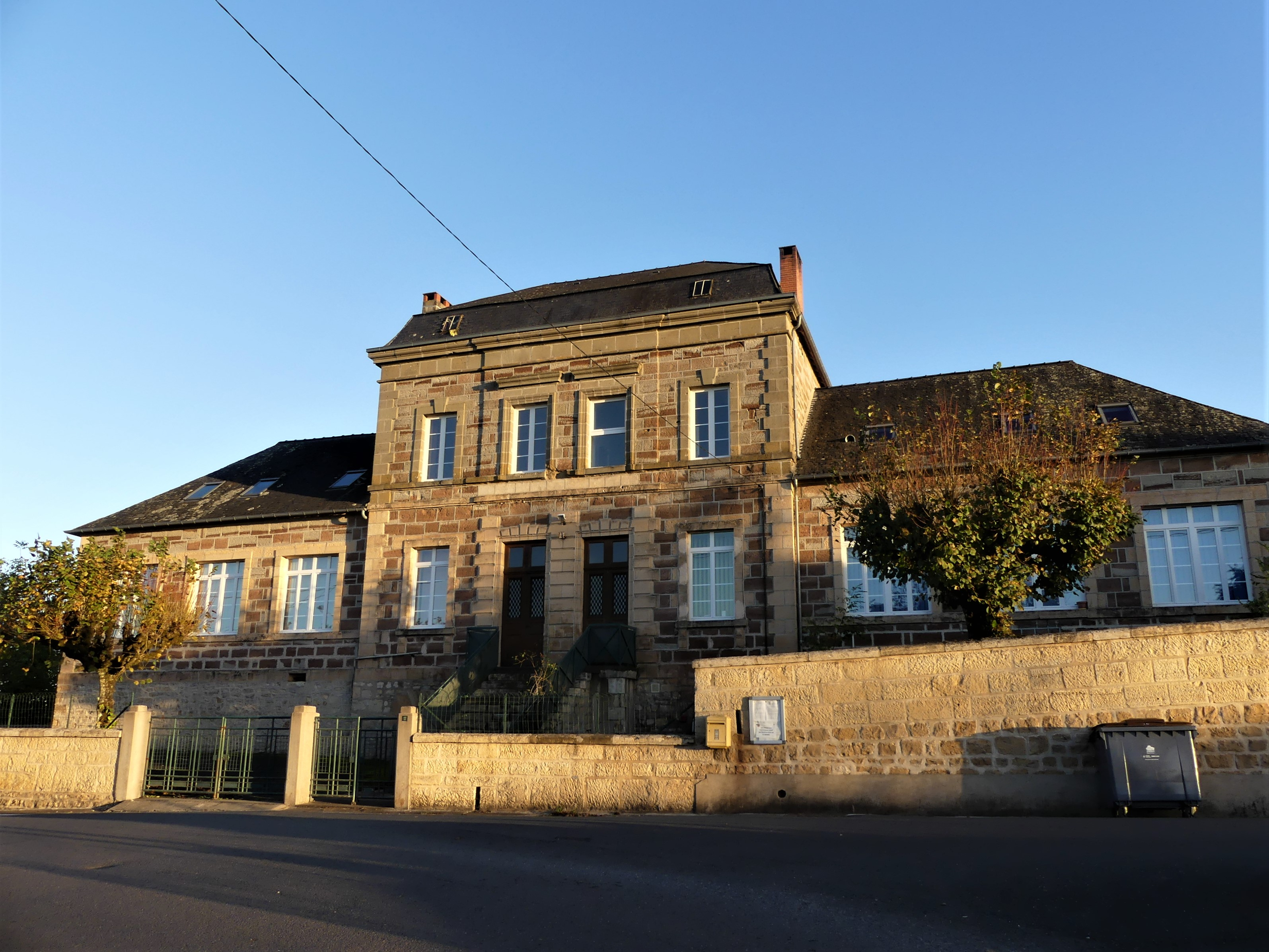
L'école.

### Personnalités liées à la commune
- André-Daniel de Beaupoil de Saint-Aulaire, (1651-1734), prélat français, évêque de Tulle.

### Héraldique
| Blason de Saint-Aulaire | Blason  | Parti : au 1er mi-parti de gueules à trois accouples de chien d'argent mises en pal liées d'azur, au 2e d'or à deux pattes de griffons de gueules armées d'azur l'une sur l'autre. |
| Blason de Saint-Aulaire | Détails | Le statut officiel du blason reste à déterminer. |

## Pour approfondir